# 什韦措夫发动机设计局
UEC-航空发动机股份有限公司是一家俄罗斯的飞机发动机的开发商和制造商，主要产品为商用飞机使用的喷气式发动机。该设计局以UEC-彼尔姆航空发动机公司为总基地，其生产的产品为伊尔-76MF、伊尔-96、图-204和图-214等机型提供动力。它还为发电站和燃气泵站设计和建造高效的燃气涡轮机组。该公司的前身为19号试验设计局（OKB-19），是前苏联为专门制造飞机发动机而设立的。

## 历史
1930年6月15日，苏联开始在彼尔姆建设生产航空发动机的第19号工厂。1932年6月1日开始引进美国柯蒂斯-莱特公司的莱特飓风系列发动机技术生产风冷式625马力什韦措夫M-25发动机。1932年11月5日投产，1934年6月1日启动批量生产。1939年第19号工厂设计部独立为19号试验设计局，首任负责人为阿尔卡季·什韦措夫。什韦措夫于1953年逝世后，设计局负责人由帕维尔·索洛维耶夫接替。
苏德战争期间，该厂产量超过了设计能力的12倍，生产了大约3.2万台发动机，装备拉-5、拉-7战斗机、苏-2攻击机和图-2轰炸机。

## 发动机

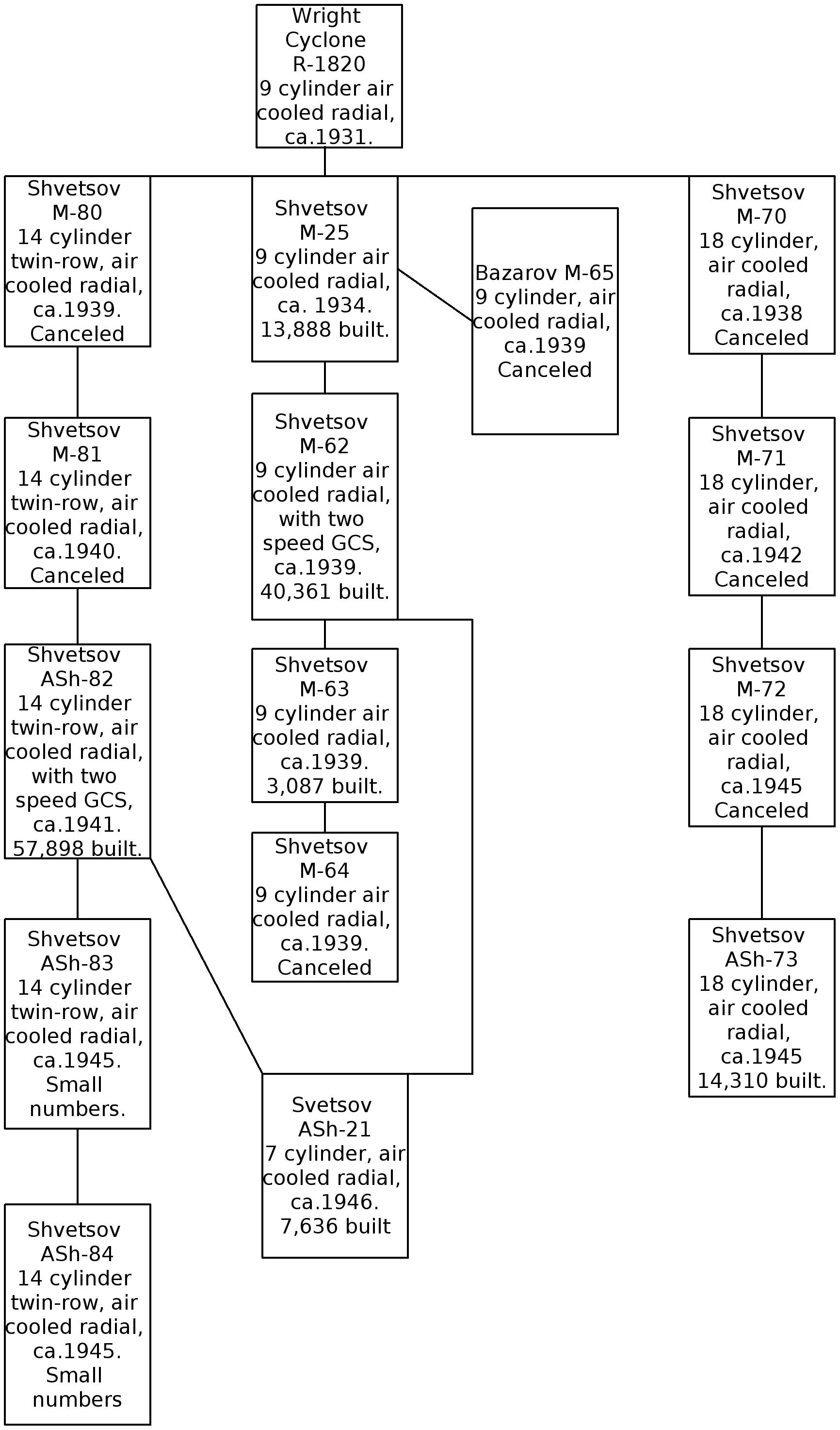
原什韦佐夫活塞发动机家族树

D-20P用于图-124客机，D-30用于图-134客机，TV2-117用于米-8直升机。1980年代开始生产第四代涡轮风扇发动机PS-90A，配备于伊尔-96-300、图-204、图-214、伊尔-76等机型。PS是设计局第二任负责人帕维尔·索洛维耶夫的姓名缩写。1990年代之后，进军燃气轮机领域（产品功率从2.5mW ~ 25mW不等）。  

### 现产发动机
- 航空发动机 PD-12（英语：Aviadvigatel PD-12） 涡轴发动机：用于升级Mi-26直升机，用于替换乌克兰的D-136发动机
- 航空发动机 PD-14（英语：Aviadvigatel PD-14） 涡扇发动机：用于伊尔库特MC-21客机，其改进型号 PD-35 拟用与CR929客機及象式運輸機
- 航空发动机 PS-12（英语：Aviadvigatel PS-12）
- 航空发动机 PS-30（英语：Aviadvigatel PS-30）
- 航空发动机 PS-90（英语：Aviadvigatel PS-90） 涡扇发动机：用于伊尔-76，伊尔-96，别利耶夫 A-50，图-204，图-214等

### 原什韦措夫发动机
- 什韦措夫 ASh-2（英语：Shvetsov ASh-2）
- 什韦措夫 ASh-21（英语：Shvetsov ASh-21）
- 什韦措夫 ASh-62（英语：Shvetsov ASh-62）
- 什韦措夫 ASh-73（英语：Shvetsov ASh-73） 活塞发动机：其中与1947年研发的2000马力 ASh-73TK 活塞式发动机用于图-4战略轰炸机。
- 什韦措夫 ASh-82（英语：Shvetsov ASh-82） 活塞发动机：为1700马力14缸风冷两排径向活塞发动机，于1941年研发成功；用于拉-5和拉-7歼击机、图-2和佩-8轰炸机；战后，用于伊尔-14客机和米-4直升机
- 什韦措夫 ASh-83（英语：Shvetsov ASh-83）
- 什韦措夫 ASh-84（英语：Shvetsov ASh-84）
- 什韦措夫 M-11（英语：Shvetsov M-11）
- 什韦措夫 M-22（英语：Bristol Jupiter）
- 什韦措夫 M-25（英语：Shvetsov M-25）
- 什韦措夫 M-63（英语：Shvetsov ASh-62）
- 什韦措夫 M-64（英语：Shvetsov M-64）
- 什韦措夫 M-70（英语：Shvetsov M-70）
- 什韦措夫 M-71（英语：Shvetsov M-71）
- 什韦措夫 M-72（英语：Shvetsov M-72）
- 什韦措夫 M-80（英语：Shvetsov M-80）
- 什韦措夫 M-81（英语：Shvetsov M-81）

### 原索洛维耶夫发动机
- 索洛维耶夫 D-20（英语：Soloviev D-20） 涡扇发动机：用于图-124
- 索洛维耶夫 D-25（英语：Soloviev D-25） 涡轴发动机：用于米-6，米-10
- 索洛维耶夫 D-30 涡扇发动机：用于图-134，米格-31，伊尔-62，伊尔-76 ，别利耶夫 A-40，图-154等